# Takaya Honda
Takaya Honda (Canberra, 6 settembre 1987) è un attore e conduttore televisivo australiano.
Noto per aver interpretato il ruolo di Josh Lee nel programma televisivo Cyber Girls, è stato anche Klaus Thomson in The Family Law. Dal 2016 è entrato nel cast principale della soap opera Neighbours. Ha co-presentato una stagione di My Great Big Adventure, serie televisiva per bambini on onda su ABC Me, e dal 2015 presenta Play School su ABC Kids.

## Filmografia

### Cinema
- Skin Deep, regia di Jonnie Leahy (2015)

### Televisione
- Cyber Girls - serie TV, 18 episodi (2010-2011)
- The Code - serie TV, 1 episodio, (2014)
- My Great Big Adventure - serie TV, 10 episodi (2014-2015)
- The Family Law - serie TV, 4 episodi (2016)
- Neighbours - serie TV, cast principale (2016-)